# Orlando Momente
Orlando "Landinho" Momente (Rio Claro - São Paulo, 10 de abril de 1933 – Paxiba, ? de 197?) foi um operário e militante político do Partido Comunista do Brasil (PCdoB), que lutou contra  a ditadura civil-militar brasileira. Atuou na Guerrilha do Araguaia e foi visto pela última vez no dia 30 de dezembro de 1973 em Paxiba, região sul do Pará. É um dos casos investigados pela Comissão Nacional da Verdade (CNV), que apura mortes e desaparecimentos na ditadura militar brasileira,  regime instaurado em 1 de abril de 1964 e que durou até 15 de março de 1985. 

## Juventude
Orlando Momente nasceu no dia 10 de outubro de 1933, na cidade de Rio Claro, em São Paulo. Filho de Álvaro Momente e Antônia Rivelino
, fez curso primário e de desenho industrial em sua cidade natal, concluindo os estudos no ano de 1950. Aos, 20 anos, mudou-se para Campinas (SP), onde trabalhou como operário entre os anos de 1951 e 1959  na Companhia Antárctica Paulista.
Em abril de 1961, aos 22 anos, casou-se com Maria José de Moura Momente, com quem teve uma filha, Rosana de Moura Momente. 
Nos anos 1950, militou no Partido Comunista Brasileiro (PCB) e, posteriormente, no Partido Comunista do Brasil (PCdoB).

## Regime Militar
Após o golpe militar em 1º de abril de 1964, Orlando e a família se mudaram para a cidade de Fernandópolis, em São Paulo, numa fazenda. Em pouco tempo, por medo da família sofrer represálias, deixou-os vivendo no local e passou a atuar clandestinamente na capital paulista, visitando seus familiares esporadicamente. A última vez que se viram foi em 1969 . Uma vez que vivia em constante perseguição política, Orlando mudou-se para a região norte de Goiás, futuramente mudando-se para a região sul do Pará, em Paxiba, nas proximidades da BR-230 conhecida também como Transamazônica. 

## Guerrilha do Araguaia
Ao longo dos anos, mudou-se para o norte de Goiás e, em sequência, para a região do Araguaia, onde participou da Guerrilha do Araguaia. O movimento guerrilheiro acontecia na região da amazônica brasileira, isto é, em meio a floresta. Orlando, no entanto, tinha facilidade em lidar com as situações de sobrevivência na mata. 
Dentro da guerrilha, pertencia ao Destacamento A, comandado por Helenira Resende . Ardiloso, Orlando passou por situações onde chegou a estar frente a frente com agentes da repressão, e nessa circunstância passou-se por camponês, dando informações erradas sobre os guerrilheiros . Contando ainda, com a ajuda de locais que, protegendo-o, fingiam que Orlando fazia parte de sua família ou círculo próximo. 
Dentro do Movimento, era conhecido como Landinho, Landim e também Landin. 

## Desaparecimento
Foi visto pela última vez no dia 30 de dezembro de 1973.  Dias antes, no natal, os guerrilheiros do Araguaia atacaram a Comissão Militar. No dia 30 de dezembro, decidiram se dividir em cinco grupos – um liderado por Orlando – que seguiram para caminhos diferentes . Segundo relatos, às 15h do mesmo dia, ouviu-se um ruído de metralhadora na direção em que havia seguido o grupo de Landinho. Até hoje, não se sabe ao certo o que aconteceu.
No ano seguinte, em 1974, Joana de Almeida, moradora da região cujo marido também havia desaparecido, encontrou um fêmur e crânio semi-enterrados em seu antigo sítio em Paxiba. A ossada parecia ter sido enterrada recentemente, porque ainda havia pedaços de carne junto a ela  . Ao lado dessa ossada, achou um chapéu feito de couro de quati curtido, o que imediatamente lhe assegurou que os restos eram de Orlando Momente  . 
Segundo o Dossiê Araguaia, produzido por militares que participaram diretamente da repressão à guerrilha, a morte de Orlando aconteceu em dezembro de 1973 .
Em 2004, o historiador e jornalista Hugo Studart, em sua tese de doutorado Em Algum Lugar das Selvas Amazônicas: As Memórias dos Guerrilheiros do Araguaia (1966-1974), classificou o nome de Landinho na categoria de casos a serem apurados, e ressaltou que o guerrilheiro já estava morto no dia 25 de janeiro de 1974, não conseguindo estipular uma data precisa.
O nome de Orlando Momente é mencionado na lista de desaparecidos políticos da lei 9.14095, anexo I.

## Presente
Em uma audiência pública realizada pela Comissão Nacional da Verdade em São Paulo no dia 12 de abril de 2013, a única filha de Orlando Momente, Rosana Momente, contou que não teve acesso à pensão pelo falecimento do pai. Segundo ela, uma vez que não se tem registro preciso da data de morte de Landinho em sua certidão de óbito expedida pelo Estado, não existia a possibilidade usufruto da pensão.

## Homenagens
Após o fim do período de ditadura militar, o nome de Orlando Momente foi utilizado para batizar ruas em grandes capitais do Brasil  como forma de homenagem.
Na cidade de São Paulo, a Rua Orlando Momente se localiza no bairro de Jardim São João, na Zona Norte. Já na cidade do Rio de Janeiro, o endereço se encontra no bairro de Paciência, na Zona Oeste do município fluminense.  A cidade de Campinas, no interior do Estado de São Paulo também possui um logradouro fazendo referência à Landinho. A rua localiza-se no Loteamento Vila Esperança.